# 冈多科罗
冈多科罗（Gondokoro）是南苏丹一个城市，鄰近首都朱巴，是南蘇丹和其北鄰蘇丹兩國的贸易重镇。位于白尼罗河东岸，喀土穆以南1,200（750英里）。其重要性在於距離岡多科羅位於尼羅河流域可航行範圍數公里以內：從岡多科羅再往南走前往烏干達，就要離開水路轉行陸路。